# Philippe Washer

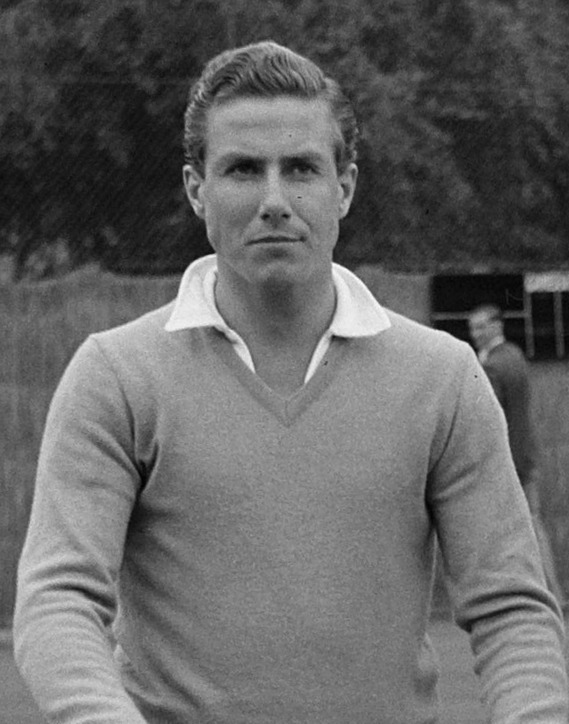
Philippe Washer (1950)

Philippe Washer (* 6. August 1924 in Brüssel; † 27. November 2015 in Knokke-Heist) war ein belgischer Tennisspieler.

## Leben
Washer konnte 1957 das Viertelfinale der französischen Meisterschaften erreichen. Darüber hinaus wurde er zwischen 1945 und 1957 jeweils neunmal belgischer Meister im Einzel und im Doppel sowie zweimal im Mixed.
Neben zahlreichen Turnieren bestritt Washer insbesondere zahlreiche Spiele für die belgische Davis-Cup-Mannschaft. Zwischen 1949 und 1965 trat er zu 40 Begegnungen an und bestritt insgesamt 102 Partien. Von 64 Einzelpartien gewann er 46, von 38 Doppelpartien gewann er 20. Er hält damit den Rekord für die meisten gewonnenen Doppelpartien in der belgischen Davis-Cup-Geschichte. Besondere Aufmerksamkeit erhielten Washer und sein Doppelpartner Jacques Brichant in den Spielzeiten 1953 und 1957, als sie Belgien zum Sieg in der Europazone führten. Dabei schlugen die beiden 1953 Ungarn, Großbritannien, Italien und Dänemark. Es folgten die Ausscheidungsspiele zwischen den Siegern der Kontinentalzonen, in deren erster Runde Belgien die indische Mannschaft mit 5:0 schlug. Im Finale der Playoffs trafen Washer und Brichant auf die favorisierten US-Amerikaner, gegen die sie mit 1:4 verloren.
In der Saison 1957 wiederholten Washer und Brichant den Erfolg. Im Auftaktspiel war erneut Ungarn der Gegner und es war das einzige Spiel in der Saison, bei dem Belgien mit Gino Mezzi einen weiteren Spieler einsetzte. Es folgten Siege gegen Mexiko, Großbritannien und Italien. In den Playoffs erhielt Belgien dieses Mal ein Freilos und traf im Finale erneut auf die US-Amerikaner. Washer und Brichant verloren ihr erstes Einzel, ehe sie das Doppel gewannen und Washer in seinem zweiten Einzel die amerikanische Führung egalisierte. Brichant blieb trotz eines knappen ersten Satzes gegen Vic Seixas am Ende chancenlos, er verlor das Spiel 8:10, 0:6, 1:6 und damit auch Belgien die Partie mit 2:3.
Sein Vater Jean Washer war ebenfalls als Tennisspieler aktiv und erfolgreich. Washer wurde 1945 und 1954 belgischer Landesmeister im Squash.

## Auszeichnungen
1957 erhielt Washer gemeinsam mit seinem Doppelpartner Brichant in Belgien die Trophée national du Mérite sportif, eine nationale Auszeichnung für besondere Verdienste im Sport.